# Сніцар Павло Леонідович
Павло́ Леоні́дович Сні́цар (1976—2014) — полковник (посмертно), командир Кіровоградського стрілецького батальйону (військова частина 3011), міністерство внутрішніх справ України. Учасник російсько-української війни

## Життєпис
Народився 1976 року в місті Ульяновка. Мама хворіла, тому Павло брав на себе домашню роботу. Військову службу розпочав солдатом, 1997-го закінчив військове училище прикордонних військ — окремий факультет внутрішніх військ МВС Академії Прикордонних військ України. 1998 року побрався. Кіровоградським батальйоном командував більш як 10 років, підполковник. У грудні 2013 — квітні 2014 з батальйоном був на Майдані — охороняв громадський порядок. Завдання виконував важко — вважав, що керівництво втратило зв'язок із реальністю. Зазнав травми; почав втрачати зір і слух, лікувався.
У зоні бойових дій із батальйоном з весни 2014-го. Загинув 23 липня в часі боїв за визволення Лисичанська при спробі вивести з-під обстрілу терористів та порятувати поранених бійців Національної гвардії й Збройних сил України і полковника Олександра Радієвського. Тоді ж загинув солдат Ігор Коцяр. Терористи забрали у вбитого телефон й подзвонили дружині та глумилися.
29 липня 2014-го в Кіровограді відбулося останнє прощання. Похований на Ровенському кладовищі, Алея Слави.
Без Павла лишились дружина Олеся, син Олексій (1999 р.н.) та донька Дарина (2010 р.н.).

## Нагороди та вшанування
- 14 серпня 2014 року — за особисту мужність і героїзм, виявлені у захисті державного суверенітету та територіальної цілісності України, вірність військовій присязі під час російсько-української війни, відзначений — нагороджений орденом «За мужність» III ступеня (посмертно).
- Посмертно навічно зарахований до списку особового складу управління стрілецького батальйону окремої криворізької бригади охорони громадського порядку Національної гвардії України.
- У вересні 2014-го УПЦ МП вручив вдові полковника орден Георгія Побідоносця.
- Травнем 2015-го при вході до в/ч 3011 відкрито пам'ятну дошку на честь Павла Сніцаря. Вулицю, на якій розташована військова частина, перейменовано на вулицю Сніцаря.
- відзнака «За заслуги» 2-го ступеня (рішення виконкому Кіровоградської ради від 26 серпня 2014; посмертно).